# Каваленд
Каваленд. Хто, як і навіщо винайшов наш улюблений напій — документальна книжка Оґастіна Седжвіка 2020 року. Це соціальна, економічна та політична історія виробництва і споживання кави та її впливу на суспільство — «Історія, що описує 400-річну трансформацію кави від таємничого османського звичаю до повсякденної потреби для багатьох людей».
Це перша книжка Седжвіка (народився 1979 року, Портленд, Мен), який здобув ступінь доктора філософії у Гарвардському університеті. Раніше він публікував статті в журналах International Labor і Working-Class History та History of the Present.
Майкл Поллан опублікував розгорнений огляд Каваленду в журналі The Atlantic. У ньому йдеться про те, як Седжвік пов'язує появу кави з розквітом сучасного капіталізму, позаяк вона замінила алкоголь як поширений на робочому місці напій працівників. Це дозволило дедалі більшій кількості «білих комірців» працювати довше, зосереджуючись на офісних завданнях, оскільки кава була «формою миттєвої енергії — робочим наркотиком», це стало основою перерви на каву — традиція виникла, щоб нею скористався роботодавець (аби забезпечити енергією працівників), а не працівник.
Седжвік зосереджується також на історії виробництва кави. Він докладно описує історію Джеймса Гілла, англійця, який застосував індустріальні методи — часом жорстокі — для вирощування кави в Сальвадорі, створивши жорстку монокультуру кави та групу місцевих працівників, яких спонукав голод — їхні місцеві джерела їжі було навмисне знищено — щоб змусити їх працювати на кавових плантаціях. «Зрештою він навіть жахався сміху робітників, адже це означало, що ті марнують час та енергію, які належали йому».
|                                | Завдяки літературному талантові та дивовижній дослідницькій роботі [Седжвіка] читання цієї книги стає надзвичайно приємним досвідом, сповненим несподіваних поворотів сюжету. Седжвік вміє блискуче відступати від головної теми і робити захопливі переходи, то зосереджуючись на Ель-Сальвадорі, то ведучи розповідь про ширший світ, де каву споживали в дедалі більшій кількості Оригінальний текст (англ.) [Sedgewick's] literary gifts and prodigious research make for a deeply satisfying reading experience studded with narrative surprise. Sedgewick has a knack for the sparkling digression and arresting jump cut, hopping back and forth between El Salvador and the wider world, where coffee was being consumed in ever-increasing quantities |
| — Michael Pollan, The Atlantic | |

Рецензії на Каваленд також з'явилися в Publishers Weekly, The Economist, Goodreads і Kirkus Reviews.

## Український переклад
В українському перекладі книжка вийшла 2021 року у видавництві Лабораторія. Перекладач — Микола Климчук.